# 坦夫
坦夫（羅馬化：Al-Tanf）是叙利亚反对派控制的霍姆斯省境内的一个美国军事基地，位于叙利亚沙漠坦夫边境口岸以西24公里。
美国于2016年初開始在該軍事基地派駐軍事人員，目的是训练新叙利亚军對抗伊斯兰国，新叙利亚军于2016年12月解散并改組为革命突击军。在2022年10月23日，革命突擊軍改名為敘利亞自由軍。高峰時期的2024年10月，該組織有3000名成員。
叙利亚復興黨政權和俄罗斯政府均反對美国在坦夫派駐軍隊。